# Ober-Hainbrunn
Ober-Hainbrunn ist ein Stadtteil von Oberzent im südhessischen Odenwaldkreis an der Grenze zu Baden-Württemberg. Bis zum 31. Dezember 2017 gehörte es zur damals selbstständigen Gemeinde Rothenberg, die durch Gemeindefusion in der neugegründeten Stadt Oberzent aufging. Ober-Hainbrunn gehört zur Gemarkung Rothenberg.

## Geographie

### Geographische Lage
Ober-Hainbrunn liegt im südlicheren Teil des Odenwalds, genauer im Buntsandstein-Odenwald auf der östlichen Seite des tief eingeschnittenen Finkenbachtals. Nach Kortelshütte handelt es sich um die zweitsüdlichste Ortslage innerhalb von Stadt und Landkreis. Der Ort gehört ferner zum Gebiet des Geo-Naturparks Bergstraße-Odenwald.
Die Siedlungsform Ober-Hainbrunns entspricht einem Waldhufendorf. Die Höfe wurden so in einer Reihe am Hang angelegt, dass der fruchtbare Boden im Finkenbachtal für Ackerbau und Viehzucht verwendet werden konnte. Die Hangseite wurde teilweise gerodet und durch eine Vielzahl von Brunnen zur Wassergewinnung genutzt. Heute ist die Neckarstraße (L 3119) als Hauptachse des Ortes beidseitig bebaut.

### Nachbarorte
Nachbarorte im Finkenbachtal sind das unmittelbar südlich angrenzende Unter-Hainbrunn, das zur 4 km südlich entfernten Stadt Hirschhorn im Kreis Bergstraße gehört, sowie der 4 km nördlich gelegene Oberzenter Stadtteil Finkenbach. Auf dem östlich angrenzenden Höhenzug liegen rund 200 m höher und in jeweils rund 2 km Entfernung die Oberzenter Stadtteile Rothenberg (ehemaliger Gemeindehauptort) in Richtung Osten und Kortelshütte in Richtung Südosten. Die dem Ort gegenüberliegende, westliche Talseite gehört zur Gemarkung von Brombach, einer westlichen Exklave des Stadtgebiets von Eberbach im baden-württembergischen Rhein-Neckar-Kreis. Brombach selbst liegt etwa 4 km entfernt.
Andere bedeutende Orte in der Umgebung sind: Heidelberg (25 km südwestlich), Eberbach (9 km ostsüdöstlich) und Erbach (22 km nördlich).
|          | Finkenbach                 |              |
| Brombach | Kompass                    | Rothenberg   |
|          | Unter-Hainbrunn Hirschhorn | Kortelshütte |

## Geschichte

### Ortsgeschichte
Die älteste überlieferte Erwähnung von Ober-Hainbrunn stammt von 1349. Es gehörte schon damals zur Gemarkung und Herrschaft Rothenberg. In den historischen Dokumenten ist der Ort unter folgenden Ortsnamen belegt (in Klammern das Jahr der Erwähnung): Hunbrun (1409), Hunebronn (1441),  Hunbronn (1446) und Hynbronnen (1475).
Bereits im 19. Jahrhundert wird Ober-Hainbrunn als Wohnplatz der Gemeinde Rothenberg geführt.
Seit 1821 gehörte Ober-Hainbrunn zum Bezirk des Landgerichts Beerfelden, ab 1853 zu dem des Landgerichts Hirschhorn. Mit dem Gerichtsverfassungsgesetz von 1877 wurden Organisation und Bezeichnungen der Gerichte reichsweit vereinheitlicht. Zum 1. Oktober 1879 wurde deshalb das neu errichtete Amtsgericht Hirschhorn zuständig. Im Rahmen der Aufhebung des Hirschhorner Amtsgerichts 1968 wurde Ober-Hainbrunn als Teil der Gemeinde Rothenberg zum 1. Juli 1968 dem Amtsgericht Michelstadt zugeordnet.
Zum 1. Januar 2018 fusionierten nach einem erfolgreichen Bürgerentscheid die Gemeinden Rothenberg, Hesseneck, Beerfelden und Sensbachtal zu einer Stadt mit dem Namen Oberzent. Ober-Hainbrunn wurde darin ein eigener Stadtteil. Für Ober-Hainbrunn wurde nach der Hessischen Gemeindeordnung ein Ortsbezirk mit einem fünfköpfigen Ortsbeirat gebildet, aus dessen Mitte ein Ortsvorsteher gewählt wird. Der Ortsbezirk umfasst die Fluren 3, 21 und 22 der Gemarkung Rothenberg.

### Verwaltungsgeschichte im Überblick
Die folgende Liste zeigt die Staaten und Verwaltungseinheiten, denen Ober-Hainbrunn angehört(e):
- ab 1353: Heiliges Römisches Reich, Herrschaft Rothenberg (Besitz der Herren von Hirschhorn)
- nach 1632: Heiliges Römisches Reich, Herrschaft Rothenberg (Gräflich-Cronbergscher Besitz)
- ab 1704: Heiliges Römisches Reich, Herrschaft Rothenberg (Gräflich-Degenfeldischer Besitz)
- ab 1797: Heiliges Römisches Reich, Grafschaft Erbach-Fürstenau, Amt Rothenberg
- ab 1806: Großherzogtum Hessen (Souveränitätslande),[Anm. 2] Fürstentum Starkenburg, Amt Rothenberg[Anm. 3] (zur Standesherrschaft Erbach gehörig)
- ab 1815: Großherzogtum Hessen (Souveränitätslande), Provinz Starkenburg, Amt Freienstein und Rothenberg (zur Standesherrschaft Erbach gehörig)
- ab 1822: Großherzogtum Hessen, Provinz Starkenburg, Landratsbezirk Erbach, Gemeinde Rothenberg[Anm. 4]
- ab 1848: Großherzogtum Hessen, Regierungsbezirk Erbach, Gemeinde Rothenberg
- ab 1852: Großherzogtum Hessen, Provinz Starkenburg, Kreis Erbach, Gemeinde Rothenberg
- ab 1871: Deutsches Reich, Großherzogtum Hessen, Provinz Starkenburg, Kreis Erbach, Gemeinde Rothenberg
- ab 1918: Deutsches Reich (Weimarer Republik), Volksstaat Hessen, Provinz Starkenburg, Kreis Erbach, Gemeinde Rothenberg
- ab 1937: Deutsches Reich, Volksstaat Hessen, Kreis Erbach, Gemeinde Rothenberg[6][Anm. 5]
- ab 1938: Deutsches Reich, Volksstaat Hessen, Landkreis Erbach, Gemeinde Rothenberg[7][Anm. 6]
- ab 1945: Amerikanische Besatzungszone,[Anm. 7] Groß-Hessen, Regierungsbezirk Darmstadt, Landkreis Erbach, Gemeinde Rothenberg
- ab 1946: Amerikanische Besatzungszone, Hessen, Regierungsbezirk Darmstadt, Landkreis Erbach, Gemeinde Rothenberg
- ab 1949: Bundesrepublik Deutschland, Hessen, Regierungsbezirk Darmstadt, Landkreis Erbach, Gemeinde Rothenberg
- ab 1972: Bundesrepublik Deutschland, Land Hessen, Regierungsbezirk Darmstadt, Odenwaldkreis, Gemeinde Rothenberg
- ab 2018: Bundesrepublik Deutschland, Land Hessen, Regierungsbezirk Darmstadt, Odenwaldkreis, Stadt Oberzent[Anm. 8]

## Bevölkerung

### Einwohnerentwicklung
Für den Ort wurden im Jahr 1829 210 Einwohner gezählt. Bei Zensus 2011 lebten  318 Einwohner in Ober-Hainbrunn.
Am 31. Dezember 2020 hatte Ober-Hainbrunn 314 Einwohner, davon 164 weiblich (52,2 %).

### Einwohnerstruktur 2011
Nach den Erhebungen des Zensus 2011 lebten am Stichtag dem 9. Mai 2011 in Ober-Hainbrunn 318 Einwohner. Darunter waren 6 (1,9 %) Ausländer.
Nach dem Lebensalter waren 60 Einwohner unter 18 Jahren, 123 zwischen 18 und 49, 63 zwischen 50 und 64 und 74 Einwohner waren älter.
Die Einwohner lebten in 141 Haushalten. Davon waren 39 Singlehaushalte, 42 Paare ohne Kinder und 45 Paare mit Kindern, sowie 12 Alleinerziehende und 3 Wohngemeinschaften. In 36 Haushalten lebten ausschließlich Senioren und in 87 Haushaltungen lebten keine Senioren.

## Kultur und Sehenswürdigkeiten

### Kulturdenkmäler

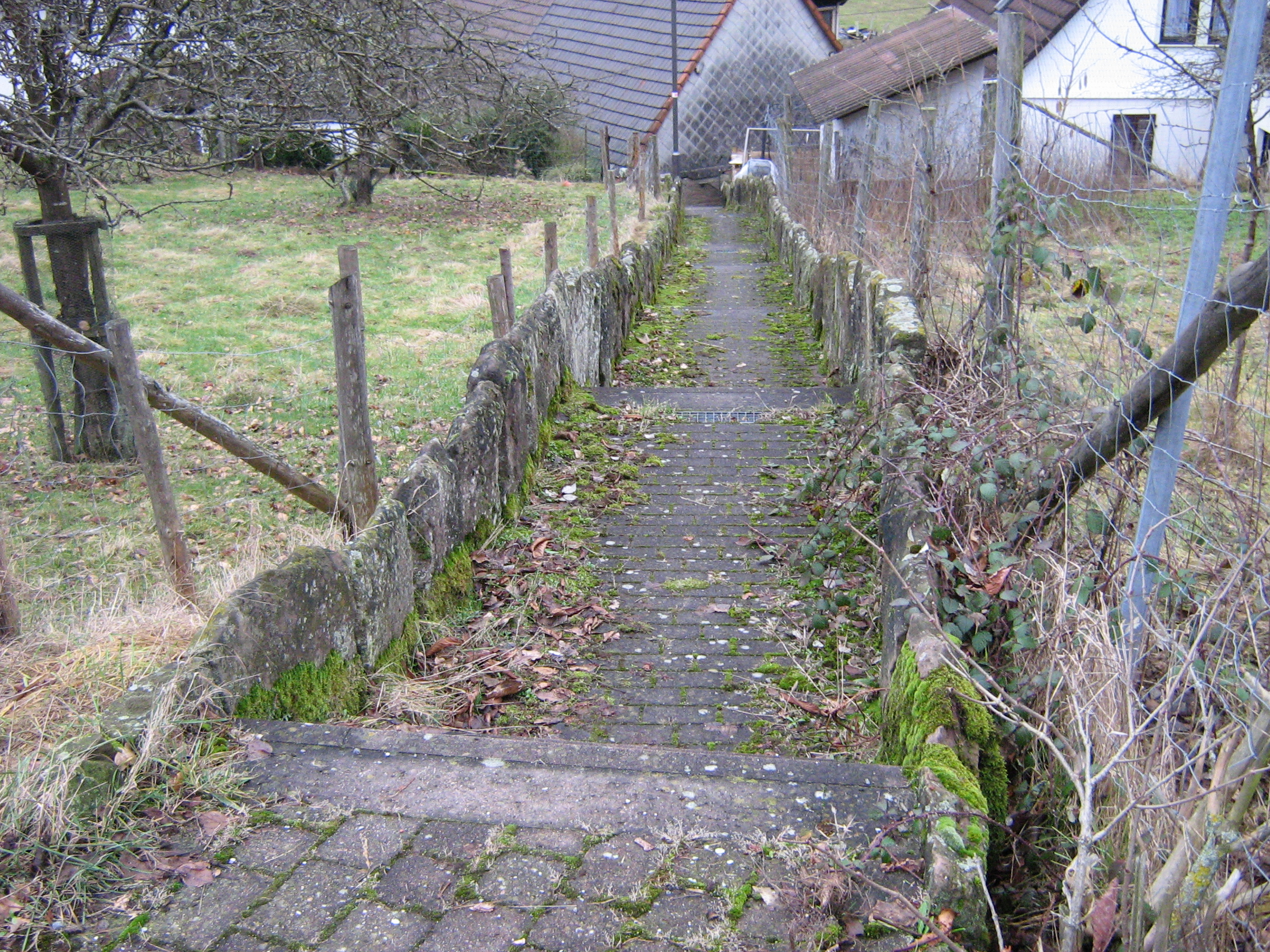
Kulturdenkmal Stellsteinreihe

Acht historische Objekte in Ober-Hainbrunn sind als Kulturdenkmäler ausgewiesen, darunter neben dem historischen Schulhaus auch eine ehemals dem Viehtrieb dienende Stellsteinreihe aus Buntsandstein als Zeugnis der Landwirtschaftsgeschichte des Ortes.

### Vereine
Ober-Hainbrunn hat eine eigene Freiwillige Feuerwehr, den Sportverein SV 1972 Ober-Hainbrunn mit den Abteilungen Tischtennis, Fastnacht und Gymnastik sowie einen Männergesangsverein. Für die Freiwillige Feuerwehr steht ein Feuerwehrhaus am alten Schulhaus zur Verfügung. Der Sportverein verfügt über eine eigene Halle mit Lokal, die auch für andere Veranstaltungen im Ort genutzt werden kann.

## Wirtschaft Infrastruktur

### Straßenverkehr
Neben der Neckarstraße existieren in Ober-Hainbrunn fünf abzweigende Straßen, die drei Bebauungsbereiche bilden: kurz vor dem Ortsausgang nach Unter-Hainbrunn beginnt der Himmelreichweg mit Im Himmelreich und der Neuen Straße; am Schulhaus westlich die Mühlstraße und östlich die Poststraße in Richtung Rothenberg; sowie im Norden der Bereich Heckenmühle und Obere Talstraße.
Durch den Ort verläuft die Landesstraße 3119, die durch das Finkenbachtal führt und Beerfelden mit Hirschhorn verbindet. Zwischen Ober-Hainbrunn und dem etwa 250 m höher gelegenen Rothenberg verläuft eine 2 km lange Gemeindeverbindungsstraße.

### ÖPNV
Im Ort gibt es vier Bushaltestellen. Der Ort wird unter der Woche tagsüber etwa alle zwei Stunden durch die Buslinie 54 der Odenwald-Regional-Gesellschaft (OREG) bedient, die vor allem dem Schülerverkehr dient und den Ort mit den anderen Stadtteilen (insbesondere Beerfelden) einerseits und mit dem Bahnhof Hirschhorn andererseits verbindet, an dem Anschluss an die S-Bahn Rhein-Neckar besteht.
Bei den Fahrten außerhalb des Schülerverkehrs handelt es sich um Rufbusse, die mindestens eine Stunde vor Abfahrt telefonisch bestellt werden müssen. Seit Dezember 2019 finden am Wochenende und an Feiertagen keine Fahrten mehr statt.

### Wirtschaftsstruktur
In Ober-Hainbrunn befindet sich ein Sägewerk; darüber hinaus handelt es sich um ein Pendlerdorf mit geringer wirtschaftlicher Aktivität. Auch die ehemals prägende Landwirtschaft findet sich im Ort nur noch selten und im Nebenerwerb. Bis 2012 existierte ein Tante-Emma-Laden, einziger Einzelhandelsbetrieb ist nunmehr ein Getränkevertrieb. Bis in die 2000er-Jahre gab es im Ort zudem zwei gastronomische Betriebe. Noch in den 1970er-Jahren hatte Ober-Hainbrunn ein eigenes Postamt, das der Poststraße ihren Namen gab.